# Бижалеф
Бижалеф (фр. Bujaleuf) насеље је и општина у централној Француској у региону Лимузен, у департману Горња Вијена која припада префектури Лимож.
По подацима из 2011. године у општини је живело 867 становника, а густина насељености је износила 21,06 становника/km². Општина се простире на површини од 41,17 km². Налази се на средњој надморској висини од 373 метара (максималној 536 m, а минималној 290 m).

## Демографија
| 1962. | 1968. | 1975. | 1982. | 1990. | 1999. | 2011. |
| ----- | ----- | ----- | ----- | ----- | ----- | ----- |
| 908   | 1.104 | 1.059 | 1.079 | 999   | 927   | 867   |

График промене броја становника у току последњих година